# Лойтхард, Дорис
Дорис Лойтхард, (нем. Doris Leuthard; род. 10 апреля 1963, Мереншванд, Аргау, Швейцария) — швейцарский политический и государственный деятель, дважды в 2010 и 2017 годах президент Швейцарии, представляющая Христианско-демократическую народную партию, в 2004—2006 — её председатель.

## Вехи биографии
- Окончила юридический факультет Цюрихского университета
- В 1991—2006 работала юристом
- В 1997—2000 была депутатом кантонального парламента Аргау
- В 1999—2006 была депутатом Национального совета.
- В 2006 после отставки Жозефа Дейса была избрана вместо него членом Федерального совета, став главой федерального департамента по экономическим делам, что нарушило традицию, по которой член Федерального совета заменялся представителем той же языковой группы. Она стала 109-м членом Федерального совета и 5-й женщиной на этом посту.
- В 2008 была избрана 173 из 198 голосов вице-президентом Швейцарии на 2009.
- 2 декабря 2009 года избрана 158 из 183 голосов президентом Швейцарии на 2010 год[2].
- В декабре 2015 года избрана на 2016 год вице-президентом Швейцарии.
- 7 декабря 2016 года была избрана 188 голосами на 2017 год президентом Швейцарии[3]. Вступила в должность 1 января 2017 года[4][5].
- 31 декабря 2018 года она оставила пост в Федеральном совете Швейцарии и вышла в отставку.